# SN 1960J
SN 1960J – supernowa odkryta 18 czerwca 1960 roku w galaktyce NGC 4375. W momencie odkrycia miała maksymalną jasność 18,50m.